# Puerto Rico en los Juegos Olímpicos de la Juventud 2018
Puerto Rico compitió en los Juegos Olímpicos de la Juventud 2018 en Buenos Aires, Argentina desde el 6 de octubre al 18 de octubre de 2018.

## Deportes

### Atletismo
| Sexo | Atleta    | Evento | Stage 1  | Stage 1 |
| Sexo | Atleta    | Evento | Result   | Rank    |
| ---- | --------- | ------ | -------- | ------- |
| M    | Jan Moreu | 5000 m | 21:05'25 | 7       |

### Natación
| Sexo | Atleta       | Evento          | Heat    | Heat | Final         | Final         |
| Sexo | Atleta       | Evento          | Tiempo  | Rank | Tiempo        | Rank          |
| ---- | ------------ | --------------- | ------- | ---- | ------------- | ------------- |
| M    | Jarod Arroyo | 400 m Freestyle | 4:02'94 | 29   | No pasa ronda | No pasa ronda |

## Medallas
|       | Medalla de oro | Medalla de plata | Medalla de bronce | Total |
| ----- | -------------- | ---------------- | ----------------- | ----- |
| TOTAL | 0              | 1                | 2                 | 3     |

## Medallistas
El equipo olímpico puertorriqueño obtuvo las siguientes medallas:
| Nombre               | Deporte   | Competición      |
| -------------------- | --------- | ---------------- |
| Oro                  |           |                  |
| Plata                |           |                  |
| Jorge Luis Contreras | Atletismo | Lanz. de Disco M |
| Bronce               |           |                  |
| Jan Moreu            | Atletismo | 5 km Marcha M    |
| Alvin Canales        | Boxeo     | Hasta 91 kg M    |

## Competidores
| Deportes  | Hombres | Mujeres | Total |
| --------- | ------- | ------- | ----- |
| Atletismo | 1       |         | 1     |
| Natación  | 1       |         | 1     |
| Total     | 2       |         | 2     |

- Datos: Q48610323
- Multimedia: Puerto Rico at the 2018 Summer Youth Olympics / Q48610323